# Xã Coal, Quận Perry, Ohio
Xã Coal (tiếng Anh: Coal Township) là một xã thuộc quận Perry, tiểu bang Ohio, Hoa Kỳ. Năm 2010, dân số của xã này là 1.042 người.